# Ambreixo
Ambreixo (llamada oficialmente San Vicenzo de Ambreixo) es una parroquia y una aldea española del municipio de Palas de Rey, en la provincia de Lugo, Galicia.

## Otras denominaciones
La parroquia también es conocida por el nombre de San Vicente de Ambreixo.

## Organización territorial
La parroquia está formada por cinco entidades de población:

### Entidades de población
Entidades de población que forman parte de la parroquia:
- Ambreixo
- Areosa (A Areosa)
- Veiga
- Viña (A Viña)

### Despoblado
Despoblado que forma parte de la parroquia:
- Castro

## Demografía

### Parroquia
| Gráfica de evolución demográfica de Ambreixo (parroquia) entre 2000 y 2020 |
|                                                                            |
| Datos según el nomenclátor publicado por el INE.                           |

### Aldea
| Gráfica de evolución demográfica de Ambreixo (aldea) entre 2000 y 2020 |
|                                                                        |
| Datos según el nomenclátor publicado por el INE.                       |

## Patrimonio
La Iglesia de San Vicenzo de Ambreixo, de estilo románico que conserva casi completa la fábrica original. Tiene una nave rectangular con una sola portada con arco de medio punto de dos arquivoltas, el interior de filo vivo, con dintel monolítico, liso e impuesto sobre palanquillas. En la portada hay una ventana rectangular, y al frente culmina un campanario de un mirador. El presbiterio tiene planta cuadrada, separada de la nave por un arco triunfal de medio punto rebajado. La nave tiene dos flechas en las paredes laterales y bajo el techo modillones geométricos rústicos. En el siglo XVIII fue trasladado de la aldea de Ambreixo a la de Viña.